# Stenotermia
Stenotermia – termin z dziedziny ekologii oznaczający brak odporności na wahania temperatury otoczenia. Organizmy stenotermiczne (stenotermy) to stenobionty wymagające do przeżycia konkretnych wartości temperatury – politermy wymagają wysokiej, a oligotermy niskiej temperatury.
Stenotermami jest większość parzydełkowców.